# Software Foxit
Fujian Foxit Software Development Joint Stock Co., Ltd. (chino), también conocida como Foxit Software (chino), es una empresa desarrollador de software con sede en Fuzhou, China, y sucursales en Estados Unidos, Europa, Japón y Australia. Se especializa en el desarrollo de software en formato de documento portátil (PDF) y herramientas utilizadas para crear, editar, firmar electrónicamente y proteger archivos y documentos digitales. Además, cuenta con oficinas en Fuzhou, Beijing, Berlín, South Yarra (Melbourne), Japón, Taiwán, Corea, Francia, Macedonia del Norte y Eslovaquia.
En 2016, Foxit Software contaba con aproximadamente 425 millones de usuarios de su software, y había realizado ventas a más de 100,000 clientes en 200 países.
Foxit Software fue nombrado "N.º 2 como mejor software de edición de PDF de 2022" por ComHQ.

## Historia
Foxit Software fue fundada en 2001  por Eugene Y. Xiong (chino:熊雨前), un ciudadano chino con residencia permanente en los Estados Unidos. La empresa fue establecida con el propósito de desarrollar productos de software PDF, compitiendo con Adobe Systems y otros proveedores de PDF al ofrecer soluciones a precios más accesibles. En 2009, la compañía se constituyó formalmente como Foxit Corporation.
En diciembre de 2015, Foxit realizó su salida a bolsa en el mercado extrabursátil chino NEEQ. Hasta 2019, Amazon figuraba como uno de los primeros inversores y accionistas principales de Foxit, llegando a poseer el 12,38% de las acciones de la empresa. Sin embargo, en 2019, Amazon desinvirtió su participación, permitiendo que Foxit cumpliera los requisitos para un proceso simplificado de oferta pública inicial (IPO) destinado a empresas nacionales en China.
En junio de 2020, Foxit Software obtuvo la autorización para cotizar en el mercado STAR de la Bolsa de Valores de Shanghai (la Junta de Innovación Sci-Tech). De acuerdo con las revelaciones previas a la oferta pública inicial (IPO) de Foxit, la empresa tenía como objetivo recaudar alrededor de 409 millones de RMB, equivalentes a aproximadamente 49 millones de dólares.
Como empresa tecnológica, Foxit tiene el derecho de recibir una tasa impositiva reducida del 15% en China. Además, en 2019, recibió subsidios del gobierno chino por un total de 13 millones de RMB. En ese año, la mayor parte del desarrollo de software de Foxit se llevó a cabo en China, mientras que más del 90% de sus ingresos provenían de fuera de China, con presencia en mercados como Estados Unidos, Europa, Japón y Australia. Es importante destacar que la gran mayoría de su beneficio neto se generaba en Estados Unidos. Foxit identificaba a Adobe Inc. como su principal competidor en el sector.

### Adquisiciones
Foxit ha crecido orgánicamente y mediante varias adquisiciones.
| Compañía                                                | fecha de cierre |
| ------------------------------------------------------- | --------------- |
| Tecnologías CVISION (fusionada con Foxit Software Inc.) | agosto 2017     |
| Sumilux                                                 | julio de 2016   |
| Debenu (rebautizado como Foxit Australia)               | marzo de 2016   |
| LuraTech (rebautizada como Foxit Europa)                | Octubre 2015    |
| Introducción de datos                                   | agosto de 2014  |
| eSignGenie                                              | Octubre 2021    |

### Participación en estándares
Foxit ha contribuido a la evolución de las normas ISO 32000 e ISO 19005.

## Productos
| Nombre del producto        | Antes | Plataforma                                                                    |
| -------------------------- | --- | ----------------------------------------------------------------------------- |
| Editor de PDF profesional  | Foxit PhantomPDF Business | Sólo Windows                                                                  |
| Editor de PDF              | Foxit PhantomPDF Standard, Foxit PhantomPDF Online, Foxit PhantomPDF Mac, Foxit PDF Reader Mobile (con compras opcionales dentro del producto) | Windows, macOS, Web, iOS, Android y Chromebooks                               |
| Lector PDF                 | Foxit Reader, Foxit PDF Reader móvil | Windows, macOS, Web, iOS, Android y Chromebooks                               |
| Firma electrónica de Foxit | Signo Foxit | ver características                                                           |
| Automatización de volumen  | Compresor de PDF, servidor de interpretación, servicios de transformación digital, Maestro Server OCR                                          | Web, Windows, Linux                                                           |
| SDK de PDF                 | N / A | Web, Windows, Mac, Linux, Android, iOS, Plataforma universal de Windows (UWS) |

### Lector Foxit
El primer producto de la empresa, Foxit Reader, fue lanzado en 2004. Este proporciona una plataforma para visualizar, crear y firmar archivos PDF, así como la capacidad de agregar anotaciones. La funcionalidad de Foxit Reader 3.0 era comparable a la de Adobe Reader, y las versiones anteriores eran conocidas por su rapidez y tamaño de archivo reducido. En 2016, Foxit lanzó la versión 8.0, y el software viene preinstalado en computadoras con Windows de HP, Acer y ASUS. La versión 9.0 fue lanzada en 2017 y el software está disponible como descarga gratuita para PC con Windows 7 (o posterior), MacOS y versiones anteriores de Linux.

### Foxit PhantomPDF
Foxit PhantomPDF, un editor de PDF con múltiples funciones, fue lanzado en 2008. Este editor presenta una interfaz que incluye numerosas funciones avanzadas de seguridad y edición de PDF. Foxit lanzó la versión 8.0 en 2016. Posteriormente, con la versión 11.0.0.49893 lanzada el 25 de mayo de 2021, el software cambió de nombre de Foxit PhantomPDF a Foxit PDF Editor.

### ConectadoPDF
ConnectedPDF, lanzado en 2016, amplía el formato de documento portátil tradicional al asociar un identificador único con cada PDF. Esto permite capacidades como notificaciones de actualización de archivos, localización y seguimiento de documentos, revisión y marcado compartidos y sincronizados, así como gestión remota de derechos de protección digital. ConnectedPDF no es un producto independiente; su funcionalidad está integrada en algunos de los productos de software PDF de Foxit. ConnectedPDF está incluido en las últimas versiones de Foxit PhantomPDF (versión ≥8), Foxit Reader (versión ≥8) y Foxit MobilePDF (versión ≥5).

### Compresor de PDF
Foxit PDF Compressor realiza la conversión de documentos escaneados a formatos PDF o PDF/A, comprimiéndolos y empleando tecnología OCR integrada para permitir la búsqueda de texto en los archivos resultantes.

### Servidor de representación
Foxit Rendition Server es un servicio disponible localmente o en la nube diseñado para la conversión centralizada de documentos a formatos PDF y PDF/A. Facilita la construcción de una infraestructura de transformación que puede ser utilizada por programas y entornos a través de una interfaz de servicio web.

### Relaciones OEM
La empresa ha establecido relaciones como fabricante de equipos originales con diversas compañías. La tecnología de Foxit está integrada en productos como Amazon Kindle, Gmail y Google Chrome. Además, la compañía ha desarrollado el motor de renderizado para el proyecto PDFium de código abierto de Google.

### SDK
Foxit también ofrece diversos kits de desarrollo de software (SDK) PDF destinados a desarrolladores interesados en desarrollar aplicaciones personalizadas basadas en PDF.

## Membresías en asociaciones industriales
Foxit Software es un miembro activo de la PDF Association. LuraTech, adquirida por Foxit en 2015, fue miembro fundador de la PDF Association. Carsten Heiermann, fundador y director general del grupo LuraTech, es miembro de la junta directiva de la asociación. Thomas Zellmann, quien se unió a LuraTech en 2001, es el director general de la asociación.